# Thérèse Cahen
Pour les articles homonymes, voir Cahen.
Thérèse Cahen, née à Paris 16e arrondissement le 7 janvier 1897 et morte à Auschwitz le 5 août 1944, est une musicienne française pratiquant plus particulièrement le piano. Durant la Première Guerre mondiale, elle sert comme infirmière puis elle devient directrice de l'orphelinat des filles juives de Saint-Mandé. Elle est arrêtée avec les enfants dont elle a la charge et, fidèle à sa promesse de ne pas les abandonner, les accompagne jusqu'à la chambre à gaz.

## Biographie
Thérèse Henriette Cahen est née à Paris le 7 janvier 1897, elle est la fille d'Ana Hirsch (1870-1924) et Eugène Cahen (1865-1941). Elle fait des études de piano, d’harmonie et de contrepoint à la Schola Cantorum de Paris où elle obtient un second prix.
Elle enseigne ensuite le piano, en particulier à Jacques Leguerney, compositeur autodidacte de mélodies françaises. Elle interprète aussi plusieurs de ses créations vocales et de musique de chambre, . Elle est infirmière durant la Première guerre mondiale.
Durant la Seconde Guerre mondiale, elle est surveillante générale de nuit au centre d'enfants de la rue Guy-Patin. Là elle est bouleversée par une rafle de la police judiciaire qui emmène onze des petites filles qui lui sont confiées. Elle s'interroge sur son rôle qui fait d'elle une collaboratrice involontaire du régime et songe à démissionner : « Ai-je raison de vouloir me désolidariser de tout cela en quittant les enfants qui me regretteront et à qui je faisais du bien, je ne sais ... » écrit-elle.
Finalement sa capacité à aider les enfants la décide à rester et elle devient directrice de l'orphelinat Granville ouvert en juin 1943 par l'Union générale des Israélites de France (UGIF, créée par le gouvernement de Vichy, à la suite d'une demande allemande) situé 5 rue Granville à Saint-Mandé. L'orphelinat est mis en place à la demande des autorités d'occupation. Situé à proximité du bois de Vincennes, il est destiné à accueillir en priorité les petites filles de santé fragile. Thérèse Cahen succède, à sa direction à Sam Madjar et Clémence Mossé. L'orphelinat accueille une vingtaine de petites filles juives, orphelines ou confiées par leurs parents à l'UGIF. Nombre d'entre elles viennent d'autres centres d'enfants ou même de camps d'internement. Le placement à l'orphelinat des enfants détenus en camps d'internement est décidé par les autorités allemandes et reste sous leur contrôle, ainsi que sous celui du gouvernement de Vichy,.
Thérèse Cahen met en garde les familles, leur conseille parfois de reprendre leurs filles craignant une déportation massive. Plusieurs enfants sont ainsi « enlevés » par des familles usant de stratagèmes. Elle-même fait sortir et cache deux enfants, Simon et Georgette Szpancer. Le jeudi 20 juillet Aloïs Brunner, alors commandant du camp de Drancy, informe Kurt Schendel de l'UGIF qu'il va faire arrêter les jeunes gens des centres ainsi que les pensionnaires des maisons d'enfants en représailles aux attentats perpétrés contre l'armée d'occupation.
Durant la nuit du 21 au 22 juillet 1944, les autorités du camp de Drancy mènent des rafles dans six centres d'accueil pour enfants juifs et encore dans deux autres la nuit suivant. Le mardi 25 juillet, c'est la pouponnière de Neuilly qui est visée. À Saint-Mandé, vingt fillettes, la directrice Thérèse Cahen, l'assistant scolaire Salomon Dubowsky et son épouse, Adrienne Cavé, sont embarqués. Ces derniers sont libérés le lendemain, Adrienne Cavé étant non-juive. Les autres sont enfermés une semaine à Drancy, avec les enfants des autres centres. Thérèse Cahen, qui avait promis de ne jamais quitter les enfants pendant la guerre, refuse qu'on fasse des démarches pour la faire sortir de Drancy.
Thérèse Cahen et les vingt fillettes sont déportées le 31 juillet 1944 par le convoi n° 77 qui comporte 1 309 personnes, dont 324 enfants et nourrissons. Instruction est donnée de prêter davantage attention au « confort » des déportés de ce convoi : vivres en suffisance, vêtements convenables, etc. Thérèse Cahen rapporte, dans une lettre à Jacques Leguerney du 30 juillet « En route demain pour la déportation d'enfants modèles avec bonbons, petites paillasses et docteur dans chaque wagon... ». Dans ce même message, elle lui exprime son affection et lui confie son piano, au cas où elle ne reviendrait pas, « mais je ne crois pas que cela va arriver et je te dis que je vais te revoir bientôt ». Jacques Leguerney a conservé le piano Grand Pleyel de Thérèse Cahen le reste de sa vie.
Le convoi arrive à Auschwitz-Birkenau le 3 août 1944. Lors de la sélection, sur la rampe d'Auschwitz, les déportés sont divisés en deux files : celle des adultes jugés aptes à travailler et celle des vieillards, des femmes chargées de nourrissons, des enfants et des adolescents. Tous les déportés de la 2e file sont dirigés vers les chambres à gaz où ils sont immédiatement assassinés. Thérèse Cahen est jugée apte au travail mais elle refuse de quitter les fillettes. Elles sont envoyées aux chambres à gaz le 5 août 1944.
Seule Rosette Krimolowski survit à la déportation. Au moment de la sélection, elle déclare, sans trop savoir pourquoi, être âgée de seize ans. Elle est ainsi affectée au travail forcé, échappe à la mort immédiate. Elle est libérée le 9 mai 1945 mais a beaucoup de mal à se rétablir.

## Hommages
Le 30 mai 1948, la municipalité de Saint-Mandé organise une cérémonie à la mémoire des enfants et de la directrice arrêtées dans la commune et exterminées à Auschwitz. Une plaque est apposée sur la façade de la maison d'enfants « À la mémoire de 19 petites filles et de leur institutrice Mademoiselle Cahen, arrêtées dans cette maison le 22 juillet 1944, déportées à Auschwitz, assassinées par les nazis » .
La municipalité de Saint-Mandé organise tous les ans, en avril, à l'occasion de la journée nationale de la déportation, une cérémonie à la mémoire des enfants et de la directrice disparues.
La communauté juive de Vincennes Saint-Mandé commémore leur souvenir en lisant leurs noms, depuis 1992, à chaque Yizkor, prière pour les défunts, durant les offices du Kippour.
Un arrêté du 27 février 2006 autorise l'apposition de la mention Morte en déportation sur son acte de décès.
En 2015, l'exposition Et maintenant, survivre… et transmettre présente à Saint Mandé les tableaux de Francine Mayran dont plusieurs sont en lien avec les enfants de l'orphelinat et Thérèse Cahen.
Le nom de Thérèse Cahen est inscrit sur le Mémorial de la Shoah à Paris, dalle 7 colonne 3, rangée 1.